# 格拉咸·哈維
格拉咸·艾伯特·哈維（Graham Albert Harvey，1984年02月11日—），生於英格蘭屈福特，英格蘭足球教練，曾擔任香港超級聯賽球會東方龍獅助理教練。

## 球員生涯
格拉咸生於英格蘭屈福特，球員時代曾在英格蘭伊斯特利的非聯賽球會落班，然後遠赴澳洲效力昆士蘭獅子和聖靈群島礦工，再短暫效力新加坡球會盛港榜鵝。

## 教練生涯
在2015年7月，格拉咸接替杜特執掌於14支球隊中排第11、澳洲昆士蘭省聯賽的西部光輝。
在2017年度，格拉咸帶領西部光輝於澳洲次級聯賽勇奪常規賽季軍及季後賽總冠軍，直到在2018年6月6日離隊。
在2018年夏天，格拉咸遠赴香港擔任港超聯球會東方龍獅的助理教練。

## 外部連結
- Graham Harvey[永久]